# Copa de Campeones de América 1962
La Copa de Campeones de América 1962 fue la tercera edición de la actualmente denominada Copa Conmebol Libertadores, torneo de clubes más importante de América del Sur, organizado por la Confederación Sudamericana de Fútbol. Participaron equipos de nueve países sudamericanos: Argentina, Bolivia, Brasil, Chile, Colombia, Ecuador, Paraguay, Perú y Uruguay. No hubo ningún representante de Venezuela, tal como había ocurrido en los años anteriores.
Peñarol clasificó directamente a las semifinales en su derecho de campeón vigente, algo que no había ocurrido en la edición anterior (de la que sí participó por haber logrado el campeonato doméstico en 1960). Desde entonces y hasta la actualidad, todos los campeones de la Copa Libertadores obtuvieron de manera directa la clasificación a la edición posterior. Fue, además, la primera edición en la que se disputó una Fase de grupos bajo el sistema de todos contra todos.
Santos obtuvo el título por primera vez luego de vencer a Peñarol en una polémica final que debió ser dirimida, por primera vez, en un partido de desempate. Gracias a la consagración, jugó la Copa Intercontinental 1962 ante Benfica de Portugal, y se clasificó a las semifinales de la Copa de Campeones de América 1963.

## Formato
Los 9 equipos clasificados desde las competiciones locales iniciaron el torneo disputando la Fase de grupos, siendo divididos en tres grupos de 3 equipos. El ganador de cada zona accedió directamente a las semifinales, donde se les unió el campeón de la edición anterior.
|                            |                            | Equipos que entran en esta fase                                                              | Equipos que provienen de la fase anterior |
| -------------------------- | -------------------------- | -------------------------------------------------------------------------------------------- | ----------------------------------------- |
| Fase de grupos (9 equipos) | Fase de grupos (9 equipos) | - 1 equipo de Argentina, Bolivia, Brasil, Chile, Colombia, Ecuador, Paraguay, Perú y Uruguay |                                           |
| Fases finales (4 equipos)  | Fases finales (4 equipos)  | - 1 equipo, campeón de la Copa de Campeones de América 1961                                  | - 3 equipos primeros de la Fase de grupos |

## Equipos participantes
En cursiva los equipos debutantes en el torneo.
| País                                        | Equipo               | Vía de clasificación                                                                       |
| ------------------------------------------- | -------------------- | ------------------------------------------------------------------------------------------ |
| Argentina 1 cupo                            | Racing Club          | Campeón del Campeonato de Primera División 1961                                            |
| Bolivia 1 cupo                              | Deportivo Municipal  | Campeón del Campeonato de Primera División 1961                                            |
| Brasil 1 cupo                               | Santos               | Campeón del Campeonato Brasileño de 1961                                                   |
| Chile 1 cupo                                | Universidad Católica | Campeón del Campeonato de Primera División 1961                                            |
| Colombia 1 cupo                             | Millonarios          | Campeón del Campeonato Colombiano 1961                                                     |
| Ecuador 1 cupo                              | Emelec               | Campeón del Campeonato Ecuatoriano de 1961                                                 |
| Paraguay 1 cupo                             | Cerro Porteño        | Campeón del Campeonato Paraguayo de 1961                                                   |
| Perú 1 cupo                                 | Sporting Cristal     | Campeón del Campeonato Peruano de 1961                                                     |
| Uruguay 1 cupo + campeón vigente de la copa | Peñarol Nacional     | Campeón de la Copa de Campeones de América 1961 Subcampeón del Campeonato Uruguayo de 1961 |

### Distribución geográfica de los equipos
Distribución geográfica de las sedes de los equipos participantes:

## Fase de grupos
Peñarol, como campeón de la Copa de Campeones de América 1961, inició su participación desde semifinales. Los otros 9 equipos participantes se distribuyeron en 3 grupos de 3 equipos cada uno, donde se enfrentaron todos contra todos. El primero de cada uno de ellos pasó a las semifinales.

### Grupo 1
| Equipo              | Pts. | PJ | PG | PE | PP | GF | GC | DG |
| ------------------- | ---- | -- | -- | -- | -- | -- | -- | -- |
| Santos              | 7    | 4  | 3  | 1  | 0  | 20 | 6  | 14 |
| Cerro Porteño       | 3    | 4  | 1  | 1  | 2  | 6  | 14 | –8 |
| Deportivo Municipal | 2    | 4  | 1  | 0  | 3  | 8  | 14 | –6 |

| \| Fecha \| Lugar \| Local \| Resultado \| Visitante \| \| ------------- \| -------- \| ------------------- \| --------- \| ------------------- \| \| 11 de febrero \| La Paz \| Deportivo Municipal \| 2:1 \| Cerro Porteño \| \| 15 de febrero \| Asunción \| Cerro Porteño \| 3:2 \| Deportivo Municipal \| \| 18 de febrero \| La Paz \| Deportivo Municipal \| 3:4 \| Santos \| \| 21 de febrero \| Santos \| Santos \| 6:1 \| Deportivo Municipal \| \| 25 de febrero \| Asunción \| Cerro Porteño \| 1:1 \| Santos \| \| 28 de febrero \| Santos \| Santos \| 9:1 \| Cerro Porteño \| |          |                     |           |                     |
| Fecha | Lugar    | Local               | Resultado | Visitante           |
| 11 de febrero | La Paz   | Deportivo Municipal | 2:1       | Cerro Porteño       |
| 15 de febrero | Asunción | Cerro Porteño       | 3:2       | Deportivo Municipal |
| 18 de febrero | La Paz   | Deportivo Municipal | 3:4       | Santos              |
| 21 de febrero | Santos   | Santos              | 6:1       | Deportivo Municipal |
| 25 de febrero | Asunción | Cerro Porteño       | 1:1       | Santos              |
| 28 de febrero | Santos   | Santos              | 9:1       | Cerro Porteño       |

### Grupo 2
| Equipo           | Pts. | PJ | PG | PE | PP | GF | GC | DG |
| ---------------- | ---- | -- | -- | -- | -- | -- | -- | -- |
| Nacional         | 7    | 4  | 3  | 1  | 0  | 9  | 6  | 3  |
| Racing Club      | 3    | 4  | 1  | 1  | 2  | 7  | 8  | –1 |
| Sporting Cristal | 2    | 4  | 1  | 0  | 3  | 5  | 7  | –2 |

| \| Fecha \| Lugar \| Local \| Resultado \| Visitante \| \| ------------- \| ---------- \| ---------------- \| --------- \| ---------------- \| \| 10 de febrero \| Montevideo \| Nacional \| 3:2 \| Sporting Cristal \| \| 14 de febrero \| Avellaneda \| Racing Club \| 2:1 \| Sporting Cristal \| \| 17 de febrero \| Lima \| Sporting Cristal \| 0:1 \| Nacional \| \| 20 de febrero \| Lima \| Sporting Cristal \| 2:1 \| Racing Club \| \| 24 de febrero \| Montevideo \| Nacional \| 3:2 \| Racing Club \| \| 27 de febrero \| Avellaneda \| Racing Club \| 2:2 \| Nacional \| |            |                  |           |                  |
| Fecha | Lugar      | Local            | Resultado | Visitante        |
| 10 de febrero | Montevideo | Nacional         | 3:2       | Sporting Cristal |
| 14 de febrero | Avellaneda | Racing Club      | 2:1       | Sporting Cristal |
| 17 de febrero | Lima       | Sporting Cristal | 0:1       | Nacional         |
| 20 de febrero | Lima       | Sporting Cristal | 2:1       | Racing Club      |
| 24 de febrero | Montevideo | Nacional         | 3:2       | Racing Club      |
| 27 de febrero | Avellaneda | Racing Club      | 2:2       | Nacional         |

### Grupo 3
| Equipo               | Pts. | PJ | PG | PE | PP | GF | GC | DG |
| -------------------- | ---- | -- | -- | -- | -- | -- | -- | -- |
| Universidad Católica | 5    | 4  | 2  | 1  | 1  | 10 | 9  | 1  |
| Emelec               | 4    | 4  | 2  | 0  | 2  | 12 | 10 | 2  |
| Millonarios          | 3    | 4  | 1  | 1  | 2  | 7  | 10 | –3 |

| \| Fecha \| Lugar \| Local \| Resultado \| Visitante \| \| ------------- \| --------- \| -------------------- \| --------- \| -------------------- \| \| 7 de febrero \| Guayaquil \| Emelec \| 4:2 \| Millonarios \| \| 10 de febrero \| Santiago \| Universidad Católica \| 3:0 \| Emelec \| \| 14 de febrero \| Santiago \| Universidad Católica \| 4:1 \| Millonarios \| \| 18 de febrero \| Bogotá \| Millonarios \| 1:1 \| Universidad Católica \| \| 21 de febrero \| Guayaquil \| Emelec \| 7:2 \| Universidad Católica \| \| 28 de febrero \| Bogotá \| Millonarios \| 3:1 \| Emelec \| |           |                      |           |                      |
| Fecha | Lugar     | Local                | Resultado | Visitante            |
| 7 de febrero | Guayaquil | Emelec               | 4:2       | Millonarios          |
| 10 de febrero | Santiago  | Universidad Católica | 3:0       | Emelec               |
| 14 de febrero | Santiago  | Universidad Católica | 4:1       | Millonarios          |
| 18 de febrero | Bogotá    | Millonarios          | 1:1       | Universidad Católica |
| 21 de febrero | Guayaquil | Emelec               | 7:2       | Universidad Católica |
| 28 de febrero | Bogotá    | Millonarios          | 3:1       | Emelec               |

## Fases finales
Las fases finales estuvieron compuestas por dos etapas: semifinales y final. A los tres clasificados de la fase de grupos se les sumó Peñarol de Uruguay, campeón de la Copa de Campeones de América 1961. En caso de que dos de los participantes pertenecieran al mismo país, ambos debieron enfrentarse en las semifinales, a fin de evitar que pudieran encontrarse en la final.

### Cuadro de desarrollo
|  | Semifinales          | Semifinales      | Semifinales      | Semifinales      |   |        | Final                         | Final                         | Final                         | Final                         |  |
|  | 8 al 22 de julio     | 8 al 22 de julio | 8 al 22 de julio | 8 al 22 de julio |   |        | 28 de julio, 2 y 30 de agosto | 28 de julio, 2 y 30 de agosto | 28 de julio, 2 y 30 de agosto | 28 de julio, 2 y 30 de agosto |  |
|  |                      |                  |                  |                  |   |        |                               |                               |                               |                               |  |
|  |                      |                  |                  |                  |   |        |                               |                               |                               |                               |  |
|  | Santos               | 1                | 1                | –                |   |        |                               |                               |                               |                               |  |
|  | Santos               | 1                | 1                | –                |   |        |                               |                               |                               |                               |  |
|  | Universidad Católica | 1                | 0                | –                |   |        |                               |                               |                               |                               |  |
|  | Universidad Católica | 1                | 0                | –                |   | Santos | 2                             | 2                             | 3                             |                               |  |
|  |                      |                  |                  |                  |   | Santos | 2                             | 2                             | 3                             |                               |  |
|  |                      |                  | Peñarol          | 1                | 3 | 0      |                               |                               |                               |                               |  |
|  | Peñarol (d.g.)       | 1                | Peñarol          | 1                | 3 | 0      | 3                             | 1                             |                               |                               |  |
|  | Peñarol (d.g.)       | 1                |                  |                  |   |        | 3                             | 1                             |                               |                               |  |
|  | Nacional             | 2                | 1                | 1                |   |        |                               |                               |                               |                               |  |
|  | Nacional             | 2                | 1                | 1                |   |        |                               |                               |                               |                               |  |
|  |                      |                  |                  |                  |   |        |                               |                               |                               |                               |  |

- Nota: En cada llave, el equipo que ocupa la primera línea es el que definió la serie como local.

### Semifinales
| 8 de julio de 1962 | Universidad Católica | 1:1 (0:0) | Santos   | Estadio Nacional, Santiago                                       |                                                                  |
|                    | Nawacki 75'          |           | Lima 59' | Asistencia: 27 236 espectadores Árbitro(s): Alberto Tejada Burga | Asistencia: 27 236 espectadores Árbitro(s): Alberto Tejada Burga |

| 12 de julio de 1962 | Santos   | 1:0 (1:0) | Universidad Católica | Estadio de Vila Belmiro, Santos                                  |                                                                  |
|                     | Zito 35' |           |                      | Asistencia: 35 000 espectadores Árbitro(s): Alberto Tejada Burga | Asistencia: 35 000 espectadores Árbitro(s): Alberto Tejada Burga |

| 8 de julio de 1962 | Nacional                    | 2:1 (1:1) | Peñarol           | Estadio Centenario, Montevideo                            |                                                           |
|                    | González 10' · Escalada 55' |           | Moacir 32' (pen.) | Asistencia: 46 235 espectadores Árbitro(s): Rubén Cabrera | Asistencia: 46 235 espectadores Árbitro(s): Rubén Cabrera |

| 18 de julio de 1962 | Peñarol                        | 3:1 (1:0) | Nacional    | Estadio Centenario, Montevideo                            |                                                           |
|                     | Cabrera 20' · Spencer 72', 78' |           | Douksas 68' | Asistencia: 50 381 espectadores Árbitro(s): Rubén Cabrera | Asistencia: 50 381 espectadores Árbitro(s): Rubén Cabrera |

Partido desempate
| 22 de julio de 1962                                                                                 | Peñarol     | 1:1 (1:1, 0:0) (t. s.) | Nacional   | Estadio Centenario, Montevideo                                   |                                                                  |
| | Spencer 69' |                        | Acosta 61' | Asistencia: 58 058 espectadores Árbitro(s): Alberto Tejada Burga | Asistencia: 58 058 espectadores Árbitro(s): Alberto Tejada Burga |
| Peñarol clasifica a la final por tener mejor diferencia de goles en el global de los tres partidos. |             |                        |            |                                                                  |                                                                  |

### Final
| Ida; 28 de julio de 1962 | Peñarol     | 1:2 (0:2) | Santos           | Estadio Centenario, Montevideo                                 |                                                                |
|                          | Spencer 75' |           | Coutinho 5', 44' | Asistencia: 50 085 espectadores Árbitro(s): Juan Carlos Robles | Asistencia: 50 085 espectadores Árbitro(s): Juan Carlos Robles |

| Vuelta; 2 de agosto de 1962 | Santos                     | 2:3 (2:1) | Peñarol                      | Estadio de Vila Belmiro, Santos                                |                                                                |
| | Dorval 17' · Mengálvio 35' |           | Spencer 14', 49' · Sasía 51' | Asistencia: 22 000 espectadores Árbitro(s): Juan Carlos Robles | Asistencia: 22 000 espectadores Árbitro(s): Juan Carlos Robles |
| El partido fue suspendido oficialmente a los 51', luego de que simpatizantes locales agredieran al árbitro tras el tercer gol de Peñarol. Se disputaron los 39 minutos restantes, aunque de manera no oficial. |                            |           |                              |                                                                |                                                                |

| Desempate; 30 de agosto de 1962 | Santos                             | 3:0 (1:0) | Peñarol | Estadio Monumental, Buenos Aires                     |                                                      |
| | Caetano 11' (a.g.) · Pelé 48', 89' |           |         | Asistencia: 45 980 espectadores Árbitro(s): Leo Horn | Asistencia: 45 980 espectadores Árbitro(s): Leo Horn |
| Seis días luego del partido de vuelta por la final, la Conmebol declaró ganador a Peñarol por 3-2 y estableció que el desempate debía jugarse el 17 de agosto en Buenos Aires, en el estadio Monumental de River Plate. Santos se negó a presentarse, protestando ante FIFA y exigiendo un árbitro europeo para el partido, en simultáneo con la recuperación de Pelé, que se había lesionado en el Mundial disputado en Chile entre mayo y junio. El partido se pasó para el 30 de agosto y fue dirigido por el neerlandés Leo Horn. |                                    |           |         |                                                      |                                                      |

|                            |
|                            |
| Campeón Santos 1.er título |

## Estadísticas

### Goleadores
| Jugador          | Club    | Goles | PJ |
| ---------------- | ------- | ----- | -- |
| Enrique Raymondi | Emelec  | 6     | 4  |
| Alberto Spencer  | Peñarol | 6     | 6  |
| Coutinho         | Santos  | 6     | 6  |